# Rhaphipodus fatalis
Rhaphipodus fatalis là một loài bọ cánh cứng trong họ Cerambycidae.